# Verwaltungsgemeinschaft Schwarzatal
In der Verwaltungsgemeinschaft Schwarzatal aus dem thüringischen Landkreis Saalfeld-Rudolstadt haben sich die Stadt Schwarzatal und neun Gemeinden zur Erledigung ihrer Verwaltungsgeschäfte am 1. Januar 2019 zusammengeschlossen. Verwaltungssitz ist die Stadt Schwarzatal.

## Die Gemeinden
- Cursdorf
- Deesbach
- Döschnitz
- Katzhütte
- Meura
- Rohrbach
- Schwarzatal, Stadt
- Schwarzburg
- Sitzendorf
- Unterweißbach

## Geschichte
Die Verwaltungsgemeinschaft wurde am 1. Januar 2019 aus Gemeinden der Verwaltungsgemeinschaften Bergbahnregion/Schwarzatal und Mittleres Schwarzatal gebildet.